# William Painter (Erfinder)

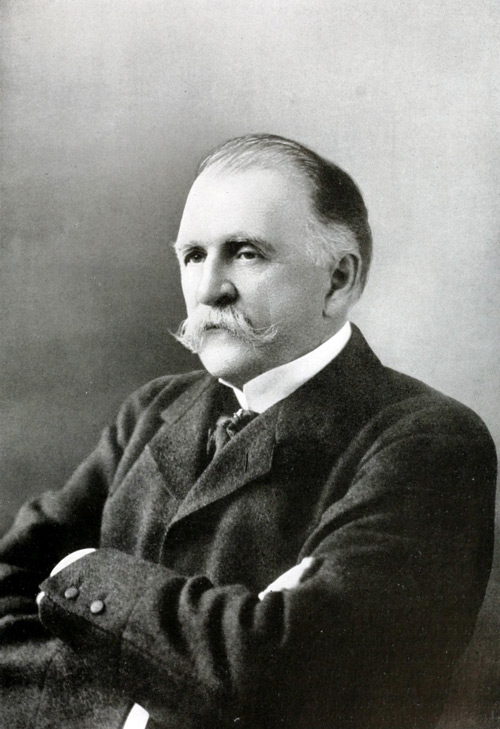
William Painter

William Painter (* 20. November 1838 in Triadelphia, Maryland; † 15. Juli 1906 in Baltimore, Maryland) war der Erfinder des Kronkorkens und Gründer der heutigen Crown Holdings.
Neben dem Kronkorken (1892) erfand er Flaschenöffner, eine Maschine um Flaschen zu verschließen, eine Papierfaltmaschine, einen Münzprüfer und einen Schleudersitz für Reisezüge. Insgesamt hielt er 85 Patente.
1892 gründete Painter das Unternehmen Crown Cork & Seal.
Am 15. Juli 1906 starb William Painter im Johns Hopkins Hospital in Baltimore. Er hinterließ seine Frau und seinen Sohn. Sein Sohn war Orrin Chalfant Painter (1864–1915), ein Förderer der Edgar Allan Poe Society of Baltimore.